# Goesan
Goesan (Goesan-gun, âm Hán Việt: Hòe Sơn quận) là một huyện của tỉnh Chungcheong Bắc, Hàn Quốc. Huyện này có diện tích 842 km², dân số năm 44.461 người.